# جوزپه مدینی
جوزپه مدینی (انگلیسی: Giuseppe Madini; ۱۶ ژوئیهٔ ۱۹۲۳ – ۲۳ اکتبر ۱۹۹۸) بازیکن فوتبال اهل ایتالیا بود.
از باشگاه‌هایی که در آن بازی کرده‌است می‌توان به باشگاه فوتبال وارزه، باشگاه فوتبال اینتر میلان، باشگاه فوتبال مونتسا، و باشگاه فوتبال لچه اشاره کرد.